# Prana apana samyukta
Prana apana samyukta (samykta) is een pranayama (ademhalingstechniek) in yoga die wordt gebruikt om de op- en neergaande adem in evenwicht te brengen. Pranayama's hebben in yoga een tweeledig nut: de toevoer van zuurstof naar de hersenen en het voorzien van het lichaam van prana, ofwel levensenergie.
Prana apana samyukta is een pranayama voor gevorderde yogabeoefenaars die wordt uitgevoerd in de kleermakerszit siddhasana en waarbij de middenrifademhaling wordt gedaan, waarbij de longen niet verder worden gevuld dan tot de navel. Vervolgens wordt dejalandhara bandha (kinslot) aangezet en de opgaande levensadem (apana) vermengd met de neergaande stroom. Vervolgens wordt de mula bandha aangezet, waarbij ook de maag wordt samengetrokken. Volgens Goswami Kriyananda is dit een ademhaling die vaag lijkt voor de niet-ingewijde leerling en die om die reden ook geoefend moet worden onder begeleiding van een ervaren yogi. Er zou voor deze pranayama een wakker bewustzijn nodig zijn om de verschillende apanastromen goed met elkaar te voelen vermengen. Volgens de goswami laat deze oefening het fysieke lichaam stralen.
volledige ademhaling · middenrifademhaling · flankademhaling · sleutelbeenademhaling · mondademhaling · neusademhaling

abhyantara bahya stambha vritti · activerende ademhaling · agni prasana · anuloma · anuloma viloma · bhastrika · brahmari · chandra bhedana · chatur mukhi · dirgha sukshma · kapalabhati · kevala kumbhaka · kumbhaka · murcha · nadi sodhana · ohm sahita rechaka · plavini · prachhardana · prana apana samyukta · pratiloma · sahita kumbhaka · sama vritti · samanu · sapta vyahrita · sargarbha sahita kumbhaka · sarva dwara baddha · sithali · sitkari · stambha vritti · sukha purvaka · suksama shwasa prashwasa · surya bhedana · tri bandha kumbhaka · ujjayi · vaya viya kumbhaka · viloma · visama vritti